# Escólio
Escólio (gr: σχόλιον, scholion; "commentário", "interpretação"), são comentários gramaticais, críticos ou explicativos, sejam originais, sejam extraídos de comentários preexistentes, que são inseridos na margem do manuscrito de um autor antigo, como glosas. Aquele que escreve escólios é um escoliasta.
A finalidade destes instrumentos é a de tornar inteligíveis os autores clássicos. Apolônio e Longino fizeram escólios da obra de Homero e, por sua vez, Píndaro foi anotado por Aristófanes e Aristarco.

## Lista de escoliastas da Antiguidade
Alguns escólios antigos são de excelente qualidade e importância para serem rotulados simplesmente de "comentários". A existência de uma tradução comercial é muitas vezes usada para distinguir entre "escólios" e "comentários". Segue-se uma lista cronológica de comentários antigos escritos definidos como aqueles para os quais traduções comerciais foram feitas:
- Ascônio Pediano (c. 55), sobre Pro Scauro, In Pisonem, Pro Milone, Pro Cornelio and In toga candida de Cícero;
- Sérvio (c. 400) sobre a Eneida de Virgílio;
- Macróbio (c. 400), sobre Sonho de Cipião de Cícero;
- Proclo (c. 440), sobre Parmênides e Timeu de Platão e Elementos de Euclides;
- Boécio (c. 520), sobre Tópicos de Cícero